# Islas Sarónicas
Las islas Sarónicas (griego Σαρωνικά Νησιά, Saronikà Nisià) son un grupo de islas de Grecia situadas en el golfo Sarónico, que se abre entre las regiones del Ática y del Peloponeso. Las principales islas habitadas de este grupo son Salamina (donde la armada griega derrotó a los persas en la famosa batalla de Salamina), Egina, Angistri y Poros. Las islas de Hidra y Dokos, situadas delante de la costa de la Argólida, en el Peloponeso (y que en realidad se encuentran entre el golfo Sarónico y el golfo Argólico), a veces también son consideradas parte de las islas Sarónicas, y entonces este conjunto se suele llamar islas Argosarónicas (en griego Αργοσαρωνικά Νησιά, Argosaronikà Nisià). Es sobre todo apropiado en la descripción Hidra y Dokos, que realmente no están en ningún golfo.
Muchos griegos del continente tienen segundas residencias en estas islas, que están comunicadas con servicios regulares de ferris desde los puertos del Pireo y del Peloponeso.

## Islas del archipiélago
- Egina
- Hidra
- Poros
- Spetses
- Angistri
- Salamina
- Psitalea
- Leros Salaminos
- Revythoussa
- Moni Aiginas
- Dokos
- Spetsopoula
- Romvi
- Plateia
- Psili
- Agios Georgios
- Patroklou
- Fleves
- Agios Georgios Salaminos
- Ypsili Diaporion
- Ypsili Argolidos
- Agios Thomas Diaporion
- Agios Ioannis Diaporion
- Plateia Aiginis
- Islotes Laousses
- Kyra Aiginis
- Trikeri Hydras
- Alexandros Hydras
- Stavronisi Hydras
- Velopoula
- Falkonera

- Datos: Q499663
- Multimedia: Saronic Gulf / Q499663